# Viper Filmstream
De Thomson Viper Filmstream is een professionele digitale videocamera die dezelfde kwaliteit biedt als een 35mm filmcamera.
Deze camera kan direct (Raw) van de drie CCD's met 9,2 miljoen pixels data afnemen (RGB 4:4:4 10-bit output)
De volgende kwaliteiten opnames zijn mogelijk:
| Soort opname | Mogelijke framerates               |
| ------------ | ---------------------------------- |
| 720p         | 23.98, 24, 25, 29.97, 50, en 59.94 |
| 1080i        | 50 en 59.94                        |
| 1080p        | 23.98, 24, 25 en 29.97             |